# Nokia 6500 classic
Nokia 6500 classic este un telefon mobil realizat de Nokia. 

## Caracteristici
- Communicații
  - WCDMA 850/2100 GSM/EGSM 850/900/1800/1900
- Media
  - playerul audio suportă formatele AAC, eAAC+ și MP3
  - playerul video suportă formatele H.263, MPEG4, și 3GPP
  - Suport de Video streaming 3GPP și H.263 formats
- Camera
  - Camera de 2 megapixeli, Înregistrare Video cu rezoluția maximă – 176×144
- Display
  - 2 inchi (240 × 320 pixeli) Ecran color QVGA până la 16.7 milioane culori reale
- Conectivitate
  - Micro USB 2.0
  - Remote SyncML data sincronizare cu Bluetooth
- Căutare
  - Browser xHTML cu wTCP/IP stack supportă WAP 2.0
  - Browser WML (WAP 2.0)
- Memorie
  - 1 GB memorie internă până la 923 MB memorie utilizabilă
- Baterie 
  - Bateria BL-6P
  - Până la 3.5 ore timp de vorbire
  - Până la 9 zile în standby
  - 830 mAh